# Edith Green

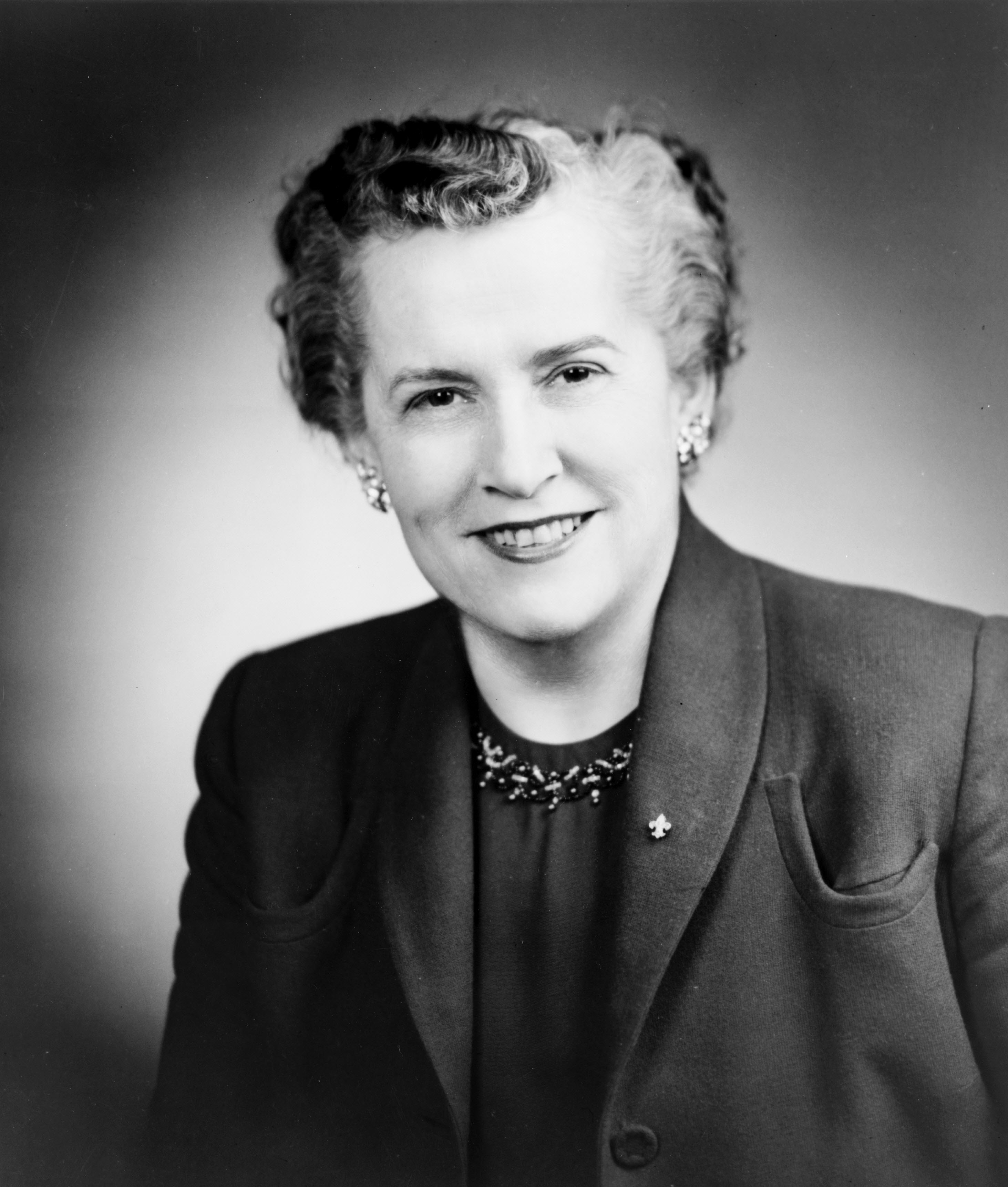
Edith Green

Edith Louise Starrett Green (* 17. Januar 1910 in Trent, South Dakota; † 21. April 1987 in Portland, Oregon) war eine US-amerikanische Politikerin. Zwischen 1955 und 1974 vertrat sie den dritten Wahlbezirk des Bundesstaates Oregon im US-Repräsentantenhaus.

## Frühe Jahre und Aufstieg
Im Jahr 1916 zog Edith Louise Starrett, so ihr Geburtsname, mit ihren Eltern nach Oregon. Sie besuchte die öffentlichen Schulen in Salem. Danach studierte sie zwischen 1927 und 1929 an der Willamette University. Später war sie auch noch auf der University of Oregon. Zwischenzeitlich arbeitete sie als Lehrerin in Salem. Seit 1930 war sie mit Arthur N. Green verheiratet. Zwischen 1943 und 1947 war sie Radiokommentatorin. Ihr eigentliches Interesse galt aber der Bildungspolitik, für deren Verbesserung sie sich einsetzte.

## Politische Laufbahn
Green war Mitglied der Demokratischen Partei. Im Jahr 1952 kandidierte sie erfolglos für das Amt des geschäftsführenden Beamten von Oregon (Secretary of State). Zwischen 1956 und 1968 war sie Delegierte auf allen Democratic National Conventions. In den Jahren 1960 und 1968 leitete sie auf diesen Parteitagen die jeweilige Delegation aus Oregon.
1954 wurde sie im dritten Distrikt von Oregon gegen den späteren Gouverneur Tom McCall in das US-Repräsentantenhaus gewählt, wo sie am 3. Januar 1955 Homer D. Angell ablöste. Nachdem sie in den folgenden Jahren jeweils in ihrem Amt bestätigt wurde, konnte Green insgesamt zehn Legislaturperioden im Kongress absolvieren. Sie trat am 31. Dezember 1974, vier Tage vor dem eigentlichen Ablauf ihrer letzten Amtszeit, von diesem Posten zurück, nachdem sie zuvor auf eine weitere Kandidatur verzichtet hatte.
Während ihrer Zeit im Kongress setzte sie sich weiterhin für Bildungsfragen ein. Sie war aber auch in sozialen und gesundheitlichen Belangen sowie Gleichberechtigungsfragen zwischen den Geschlechtern involviert. Edith Green galt als eine der mächtigsten Frauen, die bis dahin im Kongress gedient hatten. In ihrer Eigenschaft als Kongressabgeordnete vertrat sie die Vereinigten Staaten auf vielen internationalen Konferenzen und Tagungen. So war sie beispielsweise 1958 auf einer interparlamentarischen Konferenz in der Schweiz. Ein Jahr später nahm sie in London an einer NATO-Konferenz teil. In den Jahren 1964 und 1966 war sie amerikanische Delegierte auf den UNESCO-Vollversammlungen. Green war auch Mitglied einer vom Präsidenten eingesetzten Kommission, die sich mit Gleichberechtigungsfragen befasste.
Sie war außerdem Wahlkampfleiterin und Unterstützerin der demokratischen Kandidaten John F. Kennedy und Robert F. Kennedy bei den Präsidentschaftsvorwahlen der Jahre 1960 bzw. 1968 in Oregon.

## Weiterer Lebenslauf
Nach dem Ende ihrer Zeit im Kongress lehrte Edith Green als Professorin für Politik und Regierung am Warner Pacific College. Im Jahr 1979 wurde sie in den Bildungsausschuss für höhere Lehranstalten in Oregon berufen. Sie starb am 21. April 1987.